# (12321) Zurakowski
(12321) Zurakowski (1992 PZ1) – planetoida z grupy pasa głównego asteroid okrążająca Słońce w ciągu 3,32 lat w średniej odległości 2,23 j.a. Odkryta 4 sierpnia 1992 roku.